# Berry-au-Bac
Berry-au-Bac település Franciaországban, Aisne megyében. Lakosainak száma 720 fő (2022. január 1.). Berry-au-Bac Condé-sur-Suippe, Juvincourt-et-Damary, Pontavert, La Ville-aux-Bois-lès-Pontavert és Cormicy községekkel határos.

## Népesség
A település népességének változása:
| Lakosok száma | 350  | 388  | 509  | 521  | 592  | 634  | 653  | 670  | 687  | 720  |
|               | 1968 | 1982 | 1990 | 2006 | 2013 | 2015 | 2017 | 2019 | 2020 | 2022 |